# Mairana
Mairana è un comune (municipio in spagnolo) della Bolivia nella provincia di Florida (dipartimento di Santa Cruz) con 8.601 abitanti (dato 2010).

## Cantoni
Il comune è formato da un unico cantone omonimo suddiviso in 18 subcantoni.